# Coordonnateur
Un coordonnateur ou coordinateur est une personne dont le rôle officiel est de faire interagir efficacement différentes tâches ou personnes. L'appellation ne définit pas un statut hiérarchique et renvoie à des actions et des métiers particuliers.
Pour le Centre national de la recherche textuelle et lexicale (CNRTL), le coordonnateur, au sens de l'administration, de l'armée et de la politique, c'est une « personne qui a pour mission de centraliser les informations, de mettre en ordre les éléments séparés, d'harmoniser l'action d'un service administratif, d'une armée ou de différentes composantes politiques ».

## Gestion de projet
Dans la gestion de projet, le coordonnateur peut-être aussi bien un adjoint au directeur (ou responsable adjoint) qu'un directeur. Il peut être aussi l'équivalent du chef de projet et ne possède pas systématiquement une fonction d'encadrement qui dépend d'abord de l'organisation et de la taille de la structure de travail.
- Coordonnateur de projet urbain (chef de projet urbain)[4]
- Coordonnateur de projet développement local (chef de projet développement local)[5]
- Coordonnateur SPS

En gestion de projet, on emploie pour un même métier les termes de coordonnateur de projet, chargé de projet, chef de projet, gestionnaire de projet, administrateur de projet, responsable de projet, directeur de projet. Le mode de fonctionnement et l'organisation hiérarchique varient beaucoup d'une entreprise à l'autre ou dans les différentes collectivités territoriales, ce qui génèrent des synonymes nombreux.

## Administration publique
- Coordinateur de l'Union européenne pour la lutte contre le terrorisme
- Coordinateur des opérations de criminalistique
- Secrétaire général adjoint pour les Affaires humanitaires et Coordinateur des secours d'urgence

### Note
1. ↑  L'usage hésite entre « coordonnateur » qui est un substantif formé sur le verbe coordonner et « coordinateur » qui est un néologisme formé sur coordination ou emprunté de l'anglais coordinator. L'Académie française préconise l'emploi de « coordonnateur » et précise que l'usage de « coordinateur » a un sens plus faible[1]. Au Québec, l'usage courant est l'utilisation de « coordonnateur »[2]. En 1976, A. Guillermou (repris dans le CNRTL) précise : « la plupart des dictionnaires donnent les deux termes coordonnateur et coordinateur comme synonymes. Une distinction semble actuellement se dessiner, et l'opinion publique donne à coordonnateur un sens plus fort qu'à son concurrent. Il est probable qu'un glissement de sens va s'opérer. Sous l'influence d'« ordonner » qui signifie « mettre en ordre » mais aussi « donner des ordres », le mot « coordonnateur » prendra la valeur suivante : « personnage chargé d'assurer avec énergie et autorité la mise en ordre − en bon ordre − d'éléments qui, sans lui, agiraient en ordre dispersé et de façon peu cohérente ». Je parie donc pour le succès de « coordonnateur »[3]. »